# Nguyễn Thị Thu Nhi
Nguyễn Thị Thu Nhi (biệt danh: Thiên Thần Đen (Black Angel); sinh ngày 22 tháng 10 năm 1996), là nữ võ sĩ Quyền Anh chuyên nghiệp người Việt Nam gốc Khmer. Cô hiện là đương kim vô địch Quyền Anh hạng ruồi nhẹ (mini-flyweight), giữ đai vô địch Tổ chức Quyền Anh Thế giới (WBO) là cũng là võ sĩ Việt Nam đầu tiên giành một danh hiệu vô địch chuyên nghiệp thế giới. Thời còn là vận động viên thi đấu nghiệp dư, cô cũng từng giành Huy chương Vàng Quyền Anh Việt Nam, vô địch Quyền Anh Cúp các Câu lạc bộ toàn quốc.

## Xuất thân và nghiệp dư
Nguyễn Thị Thu Nhi sinh ngày 22 tháng 10 năm 1996 tại tỉnh An Giang, trong một gia đình có hoàn cảnh khó khăn. Cha cô là Chau Kim Thương (người Khmer) quê ở An Giang, mẹ cô là Nguyễn Thu Thủy quê ở Thành phố Hồ Chí Minh . Cô sống cùng với bà ngoại và được bà ngoại nuôi lớn. Từ lúc còn nhỏ, cô đã phải cùng bà và mẹ rời An Giang tới Thành phố Hồ Chí Minh để kiếm sống, trang trải sinh hoạt hằng ngày bằng việc đi bán vé số, phụ việc ở quán ăn. Cô theo học Trường Trung học cơ sở Nguyễn Minh Hoàng ở Quận 11 rồi nghỉ giữa chừng năm 2010.
Từ năm 2009, cô bắt đầu tập luyện võ thuật, khởi đầu là võ thuật cổ truyền, sau đó chuyển sang Quyền Anh. Với nỗ lực lớn, cô cho thấy sự vượt trội hơn hẳn so với các võ sĩ cùng hạng cân, được tuyển vào vào Đội tuyển Boxing Thành phố Hồ Chí Minh. Đây là giai đoạn khó khăn vì phải tập luyện tập trung, không có thu nhập, phải đi làm thêm để trang trải, thậm chí từng nghỉ tập một thời gian. Năm 2015, cô đại diện cho Đội tuyển Boxing Thành phố Hồ Chí Minh tham gia Giải vô địch Quyền Anh toàn quốc, hạng ruồi nhẹ và giành được Huy chương Vàng. Từ năm 2015, cô liên tục giành Huy chương Vàng Quyền Anh toàn quốc năm 2017, 2018; và vô địch Cúp các Câu lạc bộ toàn quốc liên tiếp 5 năm liền từ năm 2015 đến năm 2019.

## Sự nghiệp chuyên nghiệp

### Giai đoạn đầu
Năm 2019, cô tiếp xúc với nhà quảng bá người Hàn Quốc Kim Sang Bum, chủ quản Câu lạc bộ Cocky Buffalo, một câu lạc bộ võ thuật và Quyền Anh ở Việt Nam ở đầu tư từ Hàn Quốc. Cô đã ký kết hợp đồng với Cocky Buffalo và chính thức chuyển sang đấu trường Quyền Anh chuyên nghiệp, bắt đầu sự nghiệp của mình.
Ngày 25 tháng 08 năm 2019, Thu Nhi ra mắt trận đấu đầu tiên với võ sĩ Chan Mi Lim (4–7–1, 4 KO) người Hàn Quốc tại Nhà thi đấu Quận 7, Thành phố Hồ Chí Minh trong khuôn khổ trận đấu 8 hiệp. Cô đã giành chiến thắng bằng quyết định đồng thuận của trọng tài sau 8 hiệp. Ngày 3 tháng 11 năm 2019, tại sân nhà Cocky Buffalo Gym, cô có trận thứ 2 với  nữ võ sĩ Thái Lan Kannika Bangnara (1–4). Trong trận này, Thu Nhi thể hiện sự tự tin ngay từ đầu, tấn công dồn dập Kannika Bangnara và liên tiếp những đòn đánh của cô đã khiến đối thủ bị KO chóng vánh bằng một cú đấm móc ở giây thứ 56 của hiệp 1. Kannika Bangnara phải nằm xuống sàn và trọng tài chính thức tuyên bố cô chiến thắng.

### Tranh đai WBO

#### Thu Nhi v. Kanyarat Yoohanngoh
Ngày 29 tháng 2 năm 2021, Thu Nhi đối mặt với võ sĩ Thái Lan Kanyarat Yoohanngoh (7–4) tại Campuchia nhằm tranh đai WBO châu Á – Thái Bình Dương. Trước khi thượng đài, võ sĩ Kanyarat Yoohanngoh được đánh giá cao khi từng đánh 11 trận chuyên nghiệp với 7 chiến thắng, trong khi Thu Nhi mới tham gia chuyên nghiệp. Trong trận, Thu Nhi vẫn nhập cuộc tự tin và liên tục dồn ép. Kanyarat Yoohanngoh nhiều lần ôm sát người để giảm nhịp tấn công của cô. Ở hiệp 4, võ sĩ Thái Lan bị trọng tài trừ điểm sau khi đã nhắc nhở nhiều lần việc ra đòn không đúng luật. Càng về những hiệp cuối, trong khi Thu Nhi vẫn sung sức, thì đối thủ lại thấm mệt. Điều này giúp cô tạo ra khác biệt, thi đấu bùng nổ vào các hiệp 8, 9 và 10. Sau 10 hiệp, các trọng tài đồng thuận chấm điểm cao hơn và cô giành chiến thắng bằng quyết định đồng thuận, trở thành nữ võ sĩ Việt Nam đầu tiên giành đai WBO châu Á – Thái Bình Dương.

#### Thu Nhi v. Tada Etsuko
Sau trận với Kanyarat Yoohanngoh, bằng việc có đai WBC châu Á – Thái Bình Dương, Thu Nhi giành quyền thách đấu với danh hiệu WBO thế giới. Tuy nhiên, do sự lây lan của Đại dịch COVID-19, trận đấu đã bị hoãn lại. Ngày 27 tháng 9, có thông báo rằng trận tranh đai vô địch hạng ruồi nhẹ thế giới WBO với Miyao Ayaka sẽ được tổ chức tại Việt Nam, nhưng tiếp tục bị hoãn. Sau đó, Miyao Ayaka tái đấu với Tada Etsuko và thua trận khiến cho trận tranh đai được đảo thành cuộc đối đầu giữa Thu Nhi và Tada Etsuko (20–3–3, 4 KO), trận đấu tiễn ra tại Hàn Quốc.
Trong trận, Thu Nhi nhập cuộc khá thận trọng trước đối thủ nổi tiếng, chiến thuật phân phối sức hợp lý trong suốt 10 hiệp đấu (mỗi hiệp 2 phút). Sau đó, cô vận dụng các bước di chuyển chân để tung ra những đòn đánh nặng liên tiếp theo dạng cú jab, straight và hook. Nắm lợi thế cực lớn ở hai hiệp đấu tiếp theo, cô buộc Tada Etsuko phải tăng tốc tấn công từ hiệp 5. Thế trận hai bên tấn công mạnh diễn ra rất quyết liệt, Thu Nhi dính đòn rách mắt trái đến đổ máu ở hiệp 8. Ở hai hiệp cuối 9, 10, hai bên tung toàn lực tấn công, giảm phòng thủ và trận đấu kết thúc, trọng tài tính điểm và Thu Nhi giành chiến thắng tỷ số 96–94, đoạt đai WBO thế giới.

## Thống kê sự nghiệp
| Thống kê Quyền Anh chuyên nghiệp |         |        |
| 5 trận                           | 5 thắng | 0 thua |
| Bằng knockout                    | 1       | 0      |
| Bằng quyết định trọng tài        | 4       | 0      |

| Số | Kết quả | Chỉ số | Đối thủ             | Dạng | Thời gian    | Ngày       | Địa điểm                                   | Ghi chú                                            |
| -- | ------- | ------ | ------------------- | ---- | ------------ | ---------- | ------------------------------------------ | -------------------------------------------------- |
| 5  | Thắng   | 5–0    | Tada Etsuko         | UD   | 10           | 23/10/2021 | Wadong Gymnasium, Ansan                    | Giành đai WBO thế giới hạng ruồi nhẹ               |
| 4  | Thắng   | 4–0    | Kanyarat Yoohanngoh | UD   | 10           | 29/2/2020  | Felix Hotel Casino, Bavet                  | Giành đai WBO châu Á Thái Bình Dương hạng ruồi nhẹ |
| 3  | Thắng   | 3–0    | Kannika Bangnara    | TKO  | 1 (10), 0:56 | 3/11/2019  | Nhà thi đấu Quận 7, Thành phố Hồ Chí Minh  |                                                    |
| 2  | Thắng   | 2–0    | Chan Mi Lim         | UD   | 8            | 25/8/2019  | Nhà thi đấu Quận 7, Thành phố Hồ Chí Minh  |                                                    |
| 1  | Thắng   | 1–0    | Bo Ra Kim           | PTS  | 1 (6)        | 3/10/2015  | Nguyen Du Gymnasium, Thành phố Hồ Chí Minh |                                                    |